# 小叶红豆
小叶红豆（学名：Ormosia microphylla）为豆科红豆属下的一个种。其种加词microphylla，意为“小叶的”。